# Koválov
Koválov (maďarsky Nagykovalló) je obec na Slovensku v okrese Senica. Žije zde 693 obyvatel. První písemná zmínka o obci pochází z roku 1392.
V obci je římskokatolický kostel sv. Ondřeje z roku 1561 a kaple sv. Anny z roku 1846. V obci působí dechová hudba a akordeónové kvinteto.

## Poloha a charakteristika
Koválov je obec na západním Slovensku, vzdálená 10 km od okresního města Senica, 2 km od lázní Smrdáky. Katastr obce je kopcovitý, jen malá část je rovinatá. Nadmořská výška v obci je 210 m n. m. Povrch obce tvoří třetihorní jíly a pískovce s nánosy čtvrtohorní spraše a částečně vátými písky. Na severu a jihu pokrývá katastr obce listnatý les, na obecním hřbitově a v okolí kaple sv. Anny rostou tzv. staleté lípy.

## Historie
První písemná zmínka o obci pochází z roku 1392, kdy obec patřila k hradu Branč. Později, zhruba od poloviny 15. století, byla součástí šaštínského panství.